# Бреза (град)
Вижте пояснителната страница за други значения на Бреза.
Бреза (на босненски: Breza) е град и община в Централна Босна и Херцеговина. Около града има залежи на въглища. Бреза заема територия от около 73 km2.
Градът влиза в състава на Зенишко-добойски кантон от Федерация Босна и Херцеговина. Населението е около 17 317 души, от тях се смята, че 95% са етнически босненци, през 2005 г.